# Džin Macubara
Džin Macubara (jap. 松原 仁, * 31. července 1956, prefektura Tokio) je japonský politik za Demokratickou stranu Japonska, od roku 2000 poslanec Japonského parlamentu a od ledna 2012 jeden z ministrů ve vládě Jošihiko Nody, kde nahradil Kendžiho Jamaoku.
Mezi jeho kontroverzní kroky patřilo podpoření režiséra Satorua Mizušimy, autora filmu Pravda o Nankingu, který popisuje Nankingský masakr jako čínskou propagandu účastí na tiskové konferenci. Další kontroverzním krokem byla návštěva svatyně Jasukuni, kterou si naplánoval podobně jako ministr dopravy Juičiro Hata, navzdory tomu, že od členů vlády premiér očekává, že takový kontroverzní krok podnikat nebudou.
Je absolventem Wasedy, jedné z japonských nejprestižnějších univerzit. Je ženatý a má tři děti.